# Karl Engisch
Karl Engisch (15 de março de 1899 - 11 de setembro de 1990) foi um jurista e Filósofo do Direito Alemão. Ele foi descrito por  Hans Joachim Hirsch como um dos "notáveis teóricos de direito penal do século XX. " ("herausragenden Strafrechtstheoretiker des vergangenen Jahrhunderts").

## A vida
Karl Engisch nasceu no final do século xix, em Gießen, uma cidade-universitária de médio porte ao norte de Frankfurt. Seu pai, Friedrich Engisch (1871-1943), era advogado. Ele passou em seus Abitur (exames finais da escola), que normalmente teriam aberto o caminho para uma educação universitária. Porém, como era o tempo da Primeira Guerra Mundial, o rapaz de dezoito anos de idade foi enviado para tomar parte na luta e foi ferido duas vezes. Após a guerra, ele estudou direito em Gießen e Munique, entre 1918 e 1921. Seus professores incluíam Wolfgang Mittermaier, Leo Rosenberg, Ernst Beling e Reinhard Frank. Desde muito cedo, Engisch se interessou muito menos pelo currículo de jurisprudência convencional, e mais pela filosofia do direito, vista, então, como nicho de especialização. Dois dos principais acadêmicos que particularmente influenciaram-no neste campo foram Max Weber em Munique e Ernst von Aster em Gießen. Durante seu tempo em Gießen, Karl Engisch, como seu irmão Ludwig Engisch (1900-1957), foi um membro da fraternidade "Corpo de Hassia". Em 1924, Karl Engisch recebeu seu doutorado. Supervisionado por Otto Eger, a sua dissertação abordou a teoria imperativa, um aspecto da Filosofia Jurídica, e uma teoria que os alemães imputam a Jeremy Bentham e John Austin.
Ele realizou um Rechtsreferendariat (equivalente a um estágio) entre 1924 e 1927, trabalhando no escritória de advocacia de seu pai, onde trabalhava nos casos sobre direito penal. Em 1929, ele recebeu sua habilitação em Gießen. Seu trabalho foi supervisionado pelo criminólogo Wolfgang Mittermaier (1867-1956), composto por uma destacada monografia sobre a intenção criminosa e a negligência, que ainda hoje, apesar das dramáticas mudanças de direção na evolução das ciências criminais no decorrer de décadas, continua a ser considerado por seus admiradores referência de trabalho em seu campo.
Uma forte influência durante esse período foi o criminologista de Munique Ernst von Beling, à quem Engisch posteriormente dedicou seu "Logische Studien zur Gesetzesanwendung" ("Estudos Lógicos sobre a Aplicação da Lei"). Ele aceitou posições de professor de direito penal em Frieburg iB (1929), e Munique (1932). Em outubro de 1933, ele retomou sua antiga posição de professor de direito penal em Gießen.
A tomada nazista do poder na Alemanha em janeiro de 1933 foi seguida, em abril do mesmo ano, pela chamada "Lei de Restauração do Serviço Público Profissional" ("Gesetz zur Wiederherstellung des Berufsbeamtentums"). A lei foi progressivamente implementada por todo o serviço público (que, na Alemanha, incluía as universidades) em alguns meses. Quem ocupava a cadeira de direito penal na Universidade de Heidelberg, Gustav Radbruch, social-democrata, havia sido ministro do governo durante o início dos anos 1920. Apesar de não ser Judeu, o currículo político de Radbruch fazia dele o tipo de pessoa que as autoridades almejavam quando reformavam suas leis. Ele foi exonerado. Karl Engisch já era membro do partido nazista e respeitado nos meios acadêmicos. Ele assumiu a cadeira de direito penal, processo penal, e de filosofia do direito na Universidade de Heidelberg. Apesar das circunstâncias, Radbruch reagiu generosamente. Disse que não poderia pensar em um sucessor melhor, e posteriormente que Engisch não lhe decepcionou. Era claro que Engisch não era profundamente político, e ele não viu os defeitos do partido nazista, a princípio. Porém, um forte ceticismo acadêmico lhe protegeu de uma aderência com alinhamento a qualquer partido. Quando citava autores Judeus em seus trabalhos, ignorava a ordem do governo de que eles não deveriam ser reconhecidos, mesmo com seus colegas acatando as ordens do governo.   Engisch demonstrou alguma oposição em maio de 1935, quando a união estudantil pediu um boicote aos palestrantes não arianos. Como reitor da universidade, protestou (sem êxito), quando os paramilitares "SA" nazistas intervieram contra a administração da universidade para impor um boicote aos professores Judeus, e destacadamente, à Ernst Levy. Foi um dos juristas que rejeitou a intervenção da ideologia nazista no direito, e evitou a inclusão de tais temas em seus livros. Por outro lado, ele expressamente apoiou o governo em uma revista jurídica distinguida, a "Archiv für die civilistische Praxis", em 1936:
"As leis do estado Nacional-Socialista são as ordens do líder, e isto faz delas leis. A resistência de juízes e agentes de justiça não pode carregar o peso da lei. Atos de resistência forçada não podem ser chamados de leis, uma vez que eles contradizem flagrantemente os princípios básicos do Nacional-Socialismo. Em última análise, estes são conceitos gerados pessoalmente que fazem fronteira com o embaraçoso".
Durante esse período, Engisch rejeitou um convite para ser professor em Marburg (1933), Leipzig (1938) e Vienna (1940). Em junho de 1942, o Ministro da Cultura e Educação nomeou-o conselheiro jurídico ("Rechtsbeirat") à Universidade de Heidelberg, sendo responsável pela disciplina acadêmica.
A guerra encerrou-se em maio de 1945, e os doze anos de governo nazista viram seu fim. Os dois-terços ocidentais da Alemanha haviam sido divididos em zonas de ocupação militar. A Universidade de Heidelberg era uma instituição de destaque na zona de ocupação estadounidense. No dia 2 de janeiro de 1946, Karl Engisch foi exonerado de seus cargos de professor sob ordens do comandante militar norte-americano. No dia 5 de dezembro de 1946, sua docência foi re-instaurada, e no dia 16 de dezembro de 1950, foi nomeado professor vitalício na Universidade de Heidelburg (rejeitou no mesmo ano um convite para a Universidade de Hamburgo). 
Em 1953, ele finalmente aceitou um convite para transferir-se. Ele foi transferido para a Universidade Ludwig Maximilian de Munique, assumindo a cadeira desocupada por Edmund Mezger. Ele se aposentou do cargo apenas em abril de 1967. Entretanto, no congresso da Kösener Senioren-Convents-Verband (associação de fraternidades estudantis), em 27 de maio de 1955, ele foi o principal palestrante na Residência de Würzburg (palácio). Ele voltou para Heidelberg, onde, em 30 de novembro de 1972, aceitou uma cátedra honorária e, até sua morte, em 11 de setembro de 1990, dava palestras sobre direito penal e filosofia do direito.

## Avaliação e celebração
Em suas palestras, Engisch sabia expandir os horizontes de seus assuntos para além do âmbito comumente aceito na faculdade de direito, introduzindo conceitos das esferas da filosofia e da literatura. Ele freqüentemente citava Goethe, Kant, Thomas Mann e Schopenhauer.
Ele recebeu doutorados honoris causa das universidades de Heidelberg, Mannheim e Zaragoza. Ele foi premiado com a Ordem de Mérito da Baviera em 1961, e gozava de sua associação às academias de ciências e humanidades de Heidelberg e da Baviera, desde 1938 e 1956, respetivamente. Em 1971, tornou-se membro correspondente da Academia Real das Ciências, Letras e Belas Artes da Bélgica.
Engisch foi co-editor de duas revistas acadêmicas. Ele também possuía uma das maiores bibliotecas especializadas particulares de teoria jurídica do seu tempo. Parte dela teve que ser armazenada em um local fora da cidade.

## Obras Destacadas
Entre os alunos, sua obra mais bem conhecida é provavelmente "Einführung in das juristische Denken" ("Introdução ao Pensamento Jurídico"), que apareceu pela primeira vez em 1956. Em 2005, chegou à sua décima edição. A obra foi traduzida para o Português (1965), Espanhol (1967) Grego (1981)